# وينفريد وارد
وينفريد وارد (بالإنجليزية: Winifred Ward)‏ هي أستاذة فنون درامية أمريكية، ولدت في 29 أكتوبر 1884 في إلدورا في الولايات المتحدة، وتوفيت في 16 أغسطس 1975 في إيفانستون في الولايات المتحدة.